# Lars Christian Tingstadius

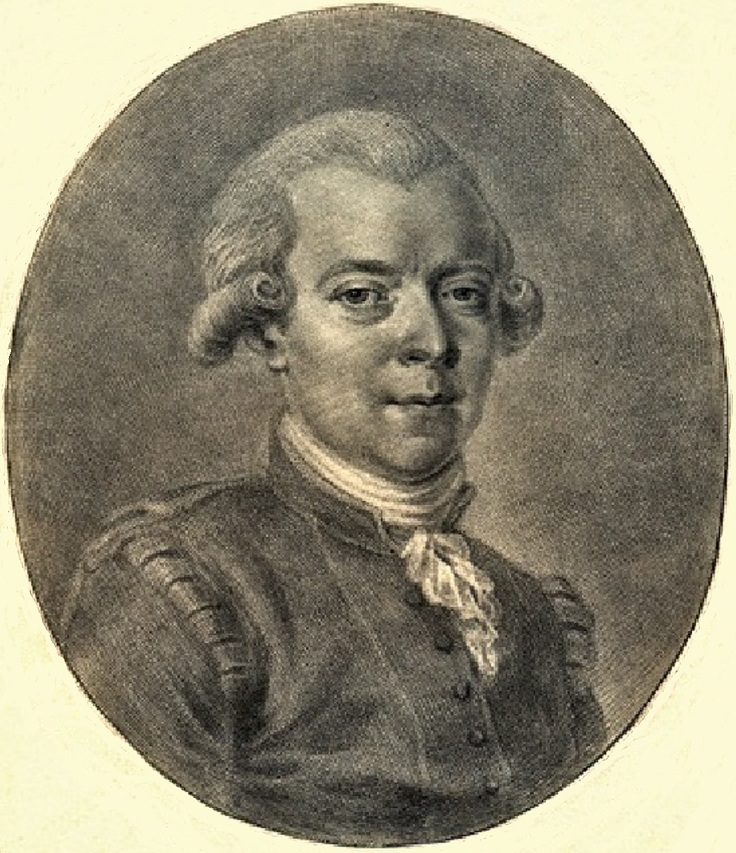
Lars Christian Tingstadius.

Lars Christian Tingstadius, född den 12 juni 1750 i Lunda socken, Södermanland, död den 12 maj 1832 på sin egendom Vik vid Nyköping, var en svensk läkare. Han var bror till Johan Adam Tingstadius.
Tingstadius började i Uppsala sina medicinska studier, vilka han fullföljde i Greifswald, samt avlade de båda medicinska examina i Lund 1774. Samma år kallades han till prosektor vid Theatrum anatomicum i Stockholm och promoverades 1775 till medicine doktor. År 1779 efterträdde han Roland Martin som professor i anatomi och kirurgi i Stockholm samt var tillika läkare vid Medevi brunn till 1783, då han drabbades av en svår och långvarig sjukdom. Han fortfor dock att sköta sin professur till 1793, då han avgick från densamma, samt utövade därjämte ända till 1810 särdeles vidsträckt praktik som läkare. Han blev 1811 hedersledamot av Sundhetskollegium samt var för övrigt medlem av åtskilliga lärda samfund.